# جرج فاستر پلت
جرج فاستر پِـلَت (انگلیسی: George Foster Platt؛ ‏ ۲۷ ژوئیهٔ ۱۸۶۶ – ۱۶ نوامبر ۱۹۲۸) کارگردان فیلم و کارگردان نمایش اهل ایالات متحده آمریکا بود.
از فیلم‌هایی که وی در آن‌ها نقش داشته است، می‌توان به الهام و رستگاری اشاره نمود.